# Afrolychas braueri
Espèce
Synonymes
- Archisometrus braueri Kraepelin, 1896
- Lychas braueri (Kraepelin, 1896)

Statut de conservation UICN

 CR B2ab(iii) : 
En danger critique
Afrolychas braueri est une espèce de scorpions de la famille des Buthidae.

## Distribution
Cette espèce est endémique des Seychelles. Elle se rencontre sur Praslin, Mahé et Silhouette.

## Description
Le mâle décrit par Kovařík en 1997 mesure 25,0 mm et la femelle 33,7 mm.

## Systématique et taxinomie
Cette espèce a été décrite sous le protonyme Archisometrus braueri par Kraepelin en 1896. Elle est placée dans le genre Lychas par Pocock en 1900 puis dans le genre Afrolychas par Kovařík en 2019.

## Étymologie
Cette espèce est nommée en l'honneur d'August Brauer.

## Publication originale
- Kraepelin, 1896 : « Neue und weniger bekannte Skorpione. Mittheilungen aus dem Naturhistorischen Museum, Beiheft zum Jahrb. » Beiheft zum Jahrbuch der Hamburgischen wissenschaftlichen Anstalten, vol. 13, no 8, p. 119-146 (texte intégral).